# Tân Tả Phái
Tân Tả Phái (Tiếng Trung: 新左派) tại Cộng hòa Nhân dân Trung Hoa là một trường phái tư tưởng mà không những hay chỉ trích chủ nghĩa tư bản và các khía cạnh của cuộc cải cách kinh tế của Trung Quốc mà còn ủng hộ các yếu tố của chủ nghĩa xã hội kiểu Mao Trạch Đông. Trường phái này đặt vai trò đáng kể lên kế hoạch nhà nước, duy trì lại các doanh nghiệp nhà nước, và phục hưng lại tinh thần chủ nghĩa tập thể.